# 검은볏망가베이
검은볏망가베이 또는 검은망가베이(Lophocebus aterrimus)는 긴꼬리원숭이과에 속하는 영장류의 일종이다. 앙골라와 콩고민주공화국에서 발견된다. 자연 서식지는 아열대 또는 열대 건조 기후 지역의 숲이다. 서식지 감소로 멸종 위기에 처해 있다.